# Alékos Spanoudákis
Aléxandros « Alékos » Spanoudákis (grec moderne : Αλέξανδρος «Αλέκος» Σπανουδάκης), né le 8 juillet 1928 à La Canée en Grèce et mort le 10 mars 2019, est un joueur de basket-ball grec. 

## Biographie

### Famille
Alékos Spanoudákis est le frère de Yánnis Spanoudákis.

## Palmarès
- 3e du championnat d'Europe 1949
- 3e des Jeux méditerranéens 1955